# Vic Chesnutt
Vic Chesnutt (ur. 12 listopada 1964, zm. 25 grudnia 2009), amerykański muzyk.
Chesnutt wydał kilkanaście albumów w swojej karierze, w tym dwa wyprodukowane przez Michaela Stipa i w 1996 przez Capitol Records. Jego styl muzyczny to przede wszystkim folk rock.
W dniu 25 grudnia 2009 zmarł z powodu przedawkowania leków.

## Dyskografia
- 1990 Little
- 1991 West of Rome
- 1993 Drunk
- 1995 Is the Actor Happy?
- 1996 About to Choke
- 1998 The Salesman and Bernadette
- 2000 Merriment
- 2001 Left to his Own Devices
- 2003 Silver Lake
- 2005 Ghetto Bells
- 2005 Extra Credit EP
- 2007 North Star Deserter
- 2008 Dark Developments
- 2009 At the Cut
- 2009 Skitter on Take-Off